# Danh hiệu FIDE

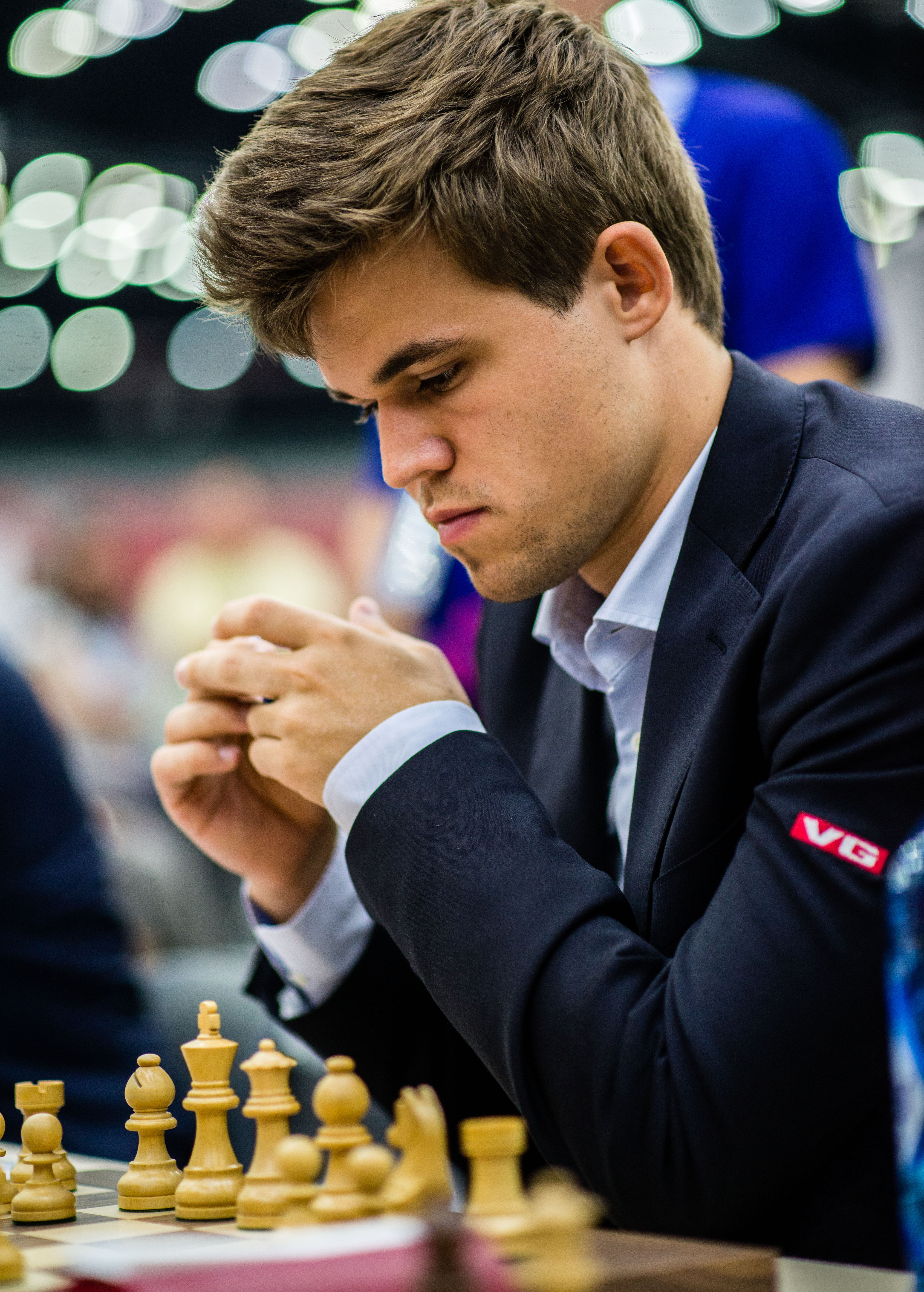
Magnus Carlsen là một Đại kiện tướng và nhà vô địch thế giới cờ vua.

Liên đoàn cờ vua thế giới, FIDE (Fédération Internationale des Échecs), trao một số danh hiệu dựa trên thành tích cho người chơi cờ vua, từ thấp đến danh hiệu Đại kiện tướng (Grandmaster - GM) được đánh giá cao nhất. Các danh hiệu này thường yêu cầu sự kết hợp giữa xếp hạng và tiêu chuẩn Elo (điểm chuẩn hiệu suất trong các cuộc thi bao gồm các cầu thủ có danh hiệu khác). Sau khi được trao, các danh hiệu FIDE được các kỳ thủ giữ trọn đời, mặc dù một danh hiệu có thể bị thu hồi trong các trường hợp đặc biệt (ví dụ như gian lận). Các danh hiệu mở dành cho tất cả kỳ thủ, trong khi các danh hiệu dành cho nữ giới hạn chỉ cho các kỳ thủ nữ. Một kỳ thủ nữ mạnh có thể có danh hiệu trong cả hai hệ thống.
Một danh hiệu cờ vua, thường ở dạng viết tắt, có thể được sử dụng như một từ kính ngữ. Ví dụ: Viswanathan Anand có thể được đặt tên là "GM Viswanathan Anand".
FIDE cũng đã triển khai các danh hiệu cờ vua trực tuyến bao gồm AGM (Arena Grandmaster), AIM (Arena International Master), AFM (Arena FIDE Master) và ACM (Arena Candidate Master). Đây là những tựa game vĩnh viễn chỉ có thể đạt được thông qua Đấu trường trực tuyến FIDE.

## Lịch sử
Các danh hiệu đầu tiên của FIDE đã được trao vào năm 1950 và bao gồm 27 Grandmasters (GM), 94 International Master (IM) và 17 Woman International Master (WIMs).

Các đại kiện tướng đầu tiên của FIDE là: 
- Ossip Bernstein (France)
- Isaac Boleslavsky (USSR)
- Igor Bondarevsky (USSR)
- Mikhail Botvinnik (USSR)
- David Bronstein (USSR)
- Oldřich Duras (Czechoslovakia)
- Max Euwe (Netherlands)
- Reuben Fine (USA)
- Salo Flohr (USSR)
- Ernst Gruenfeld (Austria)
- Paul Keres (USSR)
- Borislav Kostić (Yugoslavia)
- Alexander Kotov (USSR)
- Grigory Levenfish (USSR)
- Andor Lilienthal (USSR)
- Géza Maróczy (Hungary)
- Jacques Mieses (England)
- Miguel Najdorf (Argentina)
- Viacheslav Ragozin (USSR)
- Samuel Reshevsky (USA)
- Akiba Rubinstein (Poland)
- Friedrich Sämisch (West Germany)
- Vasily Smyslov (USSR)
- Gideon Ståhlberg (Sweden)
- László Szabó (Hungary)
- Savielly Tartakower (France)
- Milan Vidmar (Yugoslavia)

 Các tiêu chuẩn cho các danh hiệu FIDE không được xác định chính thức và được một Ủy ban quyết định. Năm 1957, FIDE đưa ra các định mức (tiêu chuẩn đủ điều kiện) cho các danh hiệu FIDE.

## Danh hiệu mở
| Danh hiệu mở, tháng 1 năm 2020 | Danh hiệu mở, tháng 1 năm 2020 | Danh hiệu mở, tháng 1 năm 2020 | Danh hiệu mở, tháng 1 năm 2020 |
| Danh hiệu                      | Nam                            | Nữ                             | Tổng                           |
| ------------------------------ | ------------------------------ | ------------------------------ | ------------------------------ |
| Đại kiện tướng (GM)            | 1.655                          | 37                             | 1.692                          |
| Kiện tướng quốc tế(IM)         | 3.738                          | 116                            | 3,854                          |
| Kiện tướng FIDE (FM)           | 8,067                          | 37                             | 8,104                          |
| Ứng viên kiện tướng (CM)       | 1.708                          | 19                             | 1.727                          |
| Kiện tướng quốc gia            | 392                            | 3                              | 395                            |
|                                | 780                            | 6                              | 786                            |
|                                | 792                            | 10                             | 802                            |
|                                | 377                            | 5                              | 382                            |
| Toàn bộ                        | 17,509                         | 233                            | 17.742                         |

Thuật ngữ "Grandmaster" (tiếng Đức: Großmeister) đã được sử dụng không chính thức cho những người chơi cờ mạnh mẽ trong nhiều thập kỷ trước khi tổ chức chính thức của nó bởi FIDE vào năm 1950. Đồng thời FIDE cũng thiết lập cấp bậc thấp hơn của International Master, và hai cấp bậc phụ nữa, FIDE Master và Candidate Master sau đó. Các yêu cầu cho mỗi cấp bậc đã thay đổi theo thời gian, nhưng thường yêu cầu phải thể hiện kỹ năng mạnh mẽ phù hợp trong cạnh tranh được xếp hạng. Ngoài ra, Liên đoàn Thế giới về Sáng tác thế Cờ vua trao các danh hiệu Grandmaster, International Master và FIDE Master cho những người thể hiện kỹ năng cao trong lĩnh vực sáng tác và giải quyết vấn đề cờ vua (xem Danh sách các đại kiện tướng của FIDE cho các tác phẩm cờ vua và vấn đề Cờ vua § Tiêu đề). Ngoài ra, các danh hiệu cờ vua trực tuyến có thể được sử dụng trong các giải đấu chính thức của OTB có thể được trao cho những người chơi trực tuyến.

### Đại kiện tướng (Grandmaster/GM)
Danh hiệu Grandmaster được FIDE trao cho những người chơi cờ xuất sắc. Ngoài nhà vô địch thế giới, Grandmaster là danh hiệu cao nhất mà một kỳ thủ cờ vua có thể đạt được. Sau khi đạt được, danh hiệu nói chung được duy trì suốt đời. Trong văn học cờ vua, nó thường được viết tắt là GM. IGM viết tắt cho International Grandmaster đôi khi cũng có thể được tìm thấy, đặc biệt là trong các tài liệu cũ. Danh hiệu này có thể được trao cho những người chơi có xếp hạng Elo lớn hơn 2500 và đạt được ba tiêu chuẩn yêu cầu.
Những người chơi có xếp hạng Elo lớn hơn 2700, như Viswanathan Anand, Garry Kasparov, Magnus Carlsen và Vladimir Kramnik đôi khi được gọi một cách không chính thức là "Super-GM". Có 38 người chơi đủ điều kiện cho danh hiệu này kể từ tháng 1 năm 2020.
Bắt đầu với Nona Gaprindashvili vào năm 1978, một số kỳ thủ nữ đã giành được danh hiệu GM. Kể từ khoảng năm 2000, hầu hết 10 phụ nữ hàng đầu đã có danh hiệu GM. Điều này không nên nhầm lẫn với danh hiệu Woman Grandmaster (WGM).
Đạt được danh hiệu này khi chỉ mới 12 tuổi và 7 tháng, Serge Karjakin trở thành người trẻ nhất từng đủ điều kiện cho danh hiệu Grandmaster.

### Kiện tướng quốc tế (International Master/IM)
Danh hiệu Master quốc tế được trao cho những người chơi cờ vua mạnh. Được thành lập vào năm 1950, nó là một danh hiệu trọn đời, thường được viết tắt là IM trong văn học cờ vua.
Thông thường, ba tiêu chuẩn trong các giải đấu quốc tế liên quan đến IM và Grandmasters khác là bắt buộc trước khi FIDE sẽ trao danh hiệu cho người chơi. IM thường có xếp hạng Elo trong khoảng từ 2400 đến 2500. Thỉnh thoảng có thể có một IM chưa trở thành Grandmaster nhưng có xếp hạng lớn hơn 2500.
Danh hiệu IM cũng có thể được trao cho một vài màn trình diễn cụ thể. Ví dụ, theo các quy tắc hiện hành, á quân tại Giải vô địch thế giới thiếu niên sẽ được trao danh hiệu IM nếu người đó chưa có. Các quy định hiện hành có thể được tìm thấy trong cẩm nang FIDE.